# Minja
Il Minja (in russo Миня?) è un fiume della Siberia orientale, affluente di destra della Kirenga (bacino della Lena). Scorre nel Severo-Bajkal'skij rajon della Buriazia e nel Kazačinsko-Lenskij rajon dell'Oblast' di Irkutsk, in Russia.
Il fiume che nel corso superiore si chiama Bol'šaja Minja scorre in una zona di montagna in direzione ovest e sfocia nella Kirenga a 179 km dalla sua foce, presso il villaggio di Ermaki. Il fiume ha una lunghezza di 176 km; l'area del suo bacino è di 4 820 km².  I suoi maggiori affluenti (da sinistra) sono: Malaja Minja e Levaja Minja (ambedue lunghi 63 km).